# Барбара Рен
Барбара Рен (на английски: Barbara Wren) е английски натуропат, хомеопат и водещ специалист по диетология и здравословно хранене, автор на бестселъри в жанра книги за самопомощ.

## Биография и творчество
Барбара Рен е родена на 20 ноември 1939 г. в Англия. Учи за медицинска сестра и работи в болница „Света Мери“. През това време развива анорексия, която я измъчва в продължение на години. След завършването си работи в университетския колеж „Хоспитал“ в Лондон с пациенти с рак на щитовидната жлеза.
През следващите десет години се омъжва и ражда 4 деца. След раждането на четвъртото дете развива симптоми на хронична умора и множествена склероза, и почти се обездвижва. Тъй като по това време медицинската общност не е развила лечение за болестта, тя създава своя собствена философия и система за излекуване. Премества се в Девън, Югозападна Англия, участва в основаването на мрежа от клиники и започва практика като диетолог.
Прилага успешно своите идеи в лечението на заболяването си. Успява да се възстанови и да роди петото си дете. Основава и ръководи Колежа по естествено хранене в Лондон (The College of Natural Nutrition), в който обучава диетолози в периода 1982 – 1989 г. След закриване на колежа продължава с частната си практика. Публикува статии в националната преса, изнася лекции и семинари.
Първата ѝ книга „Клетъчно пробуждане“ (2009), както и следващата „Завръщане към светлината“ са издадени на български език (ИК „Кибеа“).
Барбара Рен живее със семейството си в Лондон и Дъблин.

## Произведения
- Cellular Awakening: How Your Body Holds and Creates Light (2009)
Клетъчно пробуждане: как тялото задържа и създава светлина, изд.: ИК „Кибеа“, София (2011), прев. Станислава Миланова
- Our Return to the Light: A New Path to Health and Healing (2013)
Завръщане към светлината: нова пътека към здравето и изцелението, изд.: ИК „Кибеа“, София (2014), прев. Станислава Миланова
- A Year of Schwartz Rounds: Using Psychology to Create New Spaces and Have New Conversations in Healthcare Organisations (2015)
- True Tales of Organisational Life: Using Psychology to Create New Spaces and Have New Conversations at Work (2015)